# أطفال الخميس
أطفال الخميس (بالإنجليزية: Thursday's Children)، هو فيلم وثائقي قصير بريطاني صدر سنة 1954، وقد أخرجه الثنائي غاي برينتون وليندساي أندرسون. يتحدث الفيلم عن المدرسة الملكية للصم في مارجيت بالمملكة المتحدة، وهي مدرسة كانت تعتمد على قراءة الشفاه بدلا من لغات الإشارة في تدريس الأطفال الصم.
تُوج الفيلم بجائزة الأوسكار لأفضل فيلم وثائقي قصير في حفل توزيع جوائز الأوسكار السابع والعشرون سنة 1955.

## القصة
بصرف النظر عن الموسيقى والتعليق الصوتي، فإن الفيلم تقريبا صامت ويركز على وجوه وإيماءات الأولاد والبنات الصغار. يُظهر الفيلم طرقا ومنهجيات في التدريس لم تعد تُستخدم اليوم في تدريس هذه الفئة من المجتمع، ويُشير إلى أن طفلًا واحدا فقط من بين كل ثلاثة سيصل إلى النطق الحقيقي. لم يتمكن أندرسون وبرينتون من الحصول على أي عرض من شركات التوزيع بغرض توزيع للفيلم إلا بعد أن فاز بجائزة الأوسكار في عام 1955 عن فئة أفضل فيلم وثائقي قصير. قام أرشيف الفيلم الأكاديمي ‏ بحفظ الفيلم سنة 2005.

## طاقم التمثيل
- ريتشارد برتون بدور الراوي.[9]

## استقبال النقاد
كتبت مجلة نشرة الأفلام الشهرية: "يحقق هذا الفيلم القصير والبسيط هدفه بأبسط الوسائل الممكنة. لا توجد بطولات ولا هياكل درامية مشحونة بالعواطف؛ فالأطفال يضحكون دائمًا ويبدون سعداء أثناء الدروس التي تبدو أشبه بالألعاب. يصف التعليق الصوتي (الذي ألقاه ريتشارد بورتون ببراعة) بهدوء طبيعة المشكلات التي تواجه الأطفال والطريقة التي تُعالج بها هذه المشاكل. لكن رغم كل ذلك، يظهر قدر كبير من الدفء العاطفي ونوع من السخط المكبوت. يكمن السر ربما في أن الأشخاص الذين يظهرون في الفيلم – المعلمون المشرقون المتعبون، والأطفال الذين يشبهون الجراء، الذين يناضلون دون وعي نحو الفهم – قد تم التعامل معهم، وبرزوا، ككائنات بشرية وأفراد – وهو موقف ليس شائعا دائما في الأفلام الوثائقية البريطانية. وقد تحقق ذلك إلى حد كبير بفضل الحميمية اللافتة التي التقطت بها الكاميرا الأطفال أثناء دروسهم وفي حياتهم الاجتماعية معا. وفي نطاقه الضيق، فإن هذا الفيلم قد يكون أكثر فاعلية من ذلك الفيلم الرائع الآخر ماندي والذي عالج نفس الموضوع."
في مجلة سايت آند ساوند كتب غافن لامبرت: "هذا هو أصدق الأفلام القصيرة التي أُنتجت في هذا البلد وأكثرها إنسانية، منذ فيلم ديفيد؛ ومن الممتع أن نذكر فوزه بجائزة الأوسكار التي منحتها أكاديمية فنون وعلوم الصور المتحركة كأفضل فيلم قصير لعام 1954، وقبوله هنا من قبل شبكة سينما غرناطة. وكما أن الفيلم يمنحك بالتأكيد فكرة عن أساليب العمل المتبعة، وعن التفاني المطلوب من كلا الجانبين، المعلمين والطلاب، إلا أن الذكرى التي يحملها المرء معه هي بالأساس لعالم خاص ومنغلق... مع هذا الموضوع الحساس، حقق صانعو الفيلم، غاي برينتون وليندسي أندرسون، نقاء غير معتاد في الاستجابة العاطفية... التعليق الصوتي ببساطته الجذابة، ألقاه ريتشارد بورتون بجدارة؛ والتصوير الذي اضطلع به وايتر لاسالي يوازيه تماما، كما أن الموسيقى التي أبدع فيها جيفري رايت تُشعرك بالتعاطف رغم أنها كانت متحفظة في الغالب. تولت شركة وولد وايد بيكتشرز تقديم الفيلم.

## وصلات خارجية
- Thursday's Children  في قاعدة بيانات الأفلام على الإنترنت (بالإنجليزية)
- صفحة فيلم أطفال الخميس على موقع معهد الفيلم البريطاني